# Harvey Milk (film)
Pour le personnage historique, voir Harvey Milk.
Pour les articles homonymes, voir Milk.
Pour plus de détails, voir Fiche technique et Distribution.
Harvey Milk ou Milk au Québec (Milk) est un film biographique réalisé par Gus Van Sant, sorti en 2008. Il s’agit d’un portait sur Harvey Milk (joué par Sean Penn), homme politique américain militant pour les droits civiques des homosexuels dans les années 1970.
Milk avait été d'abord l'objet, en 1984, du film documentaire The Times of Harvey Milk, ovationné par la critique et récipiendaire en 1985 de l'Oscar du meilleur film documentaire.

## Synopsis
La biographie de Harvey Milk, premier homme politique ouvertement homosexuel qui fit campagne contre l'Initiative Briggs, fut élu conseiller municipal de la mairie de San Francisco, puis assassiné avec le maire George Moscone, le 27 novembre 1978 par son rival au conseil municipal Dan White.

## Fiche technique
- Titre original et québécois : Milk
- Titre français : Harvey Milk
- Réalisation : Gus Van Sant
- Scénario : Dustin Lance Black
- Direction artistique : Bill Groom
- Décors : Charley Beal
- Costumes : Danny Glicker (en)
- Photographie : Harris Savides
- Montage : Gus Van Sant et Elliot Graham
- Musique : Danny Elfman
- Production : Bruce Cohen et Dan Jinks
- Sociétés de production : Focus Features, Films, Groundswell Productions et Jinks/Cohen Company
- Sociétés de distribution : Focus Features (États-Unis) ; A-Film Distribution (Belgique), SND (France)
- Pays d’origine :  États-Unis
- Langue originale : anglais
- Budget : 20 000 000 de dollars[1]
- Format : couleur/noir et blanc — 35 mm — 1,85:1 — son DTS / Dolby Digital
- Genre : biographie
- Durée : 128 minutes
- Dates de sortie :
  - États-Unis : 28 octobre 2008 (avant-première mondiale à San Francisco) ; 26 novembre 2008 (sortie nationale, limitée)
  - Belgique : 25 février 2009
  - France : 4 mars 2009

- Classification :
  - États-Unis : R
  - France : Tous publics (visa d'exploitation n°122582)

## Distribution

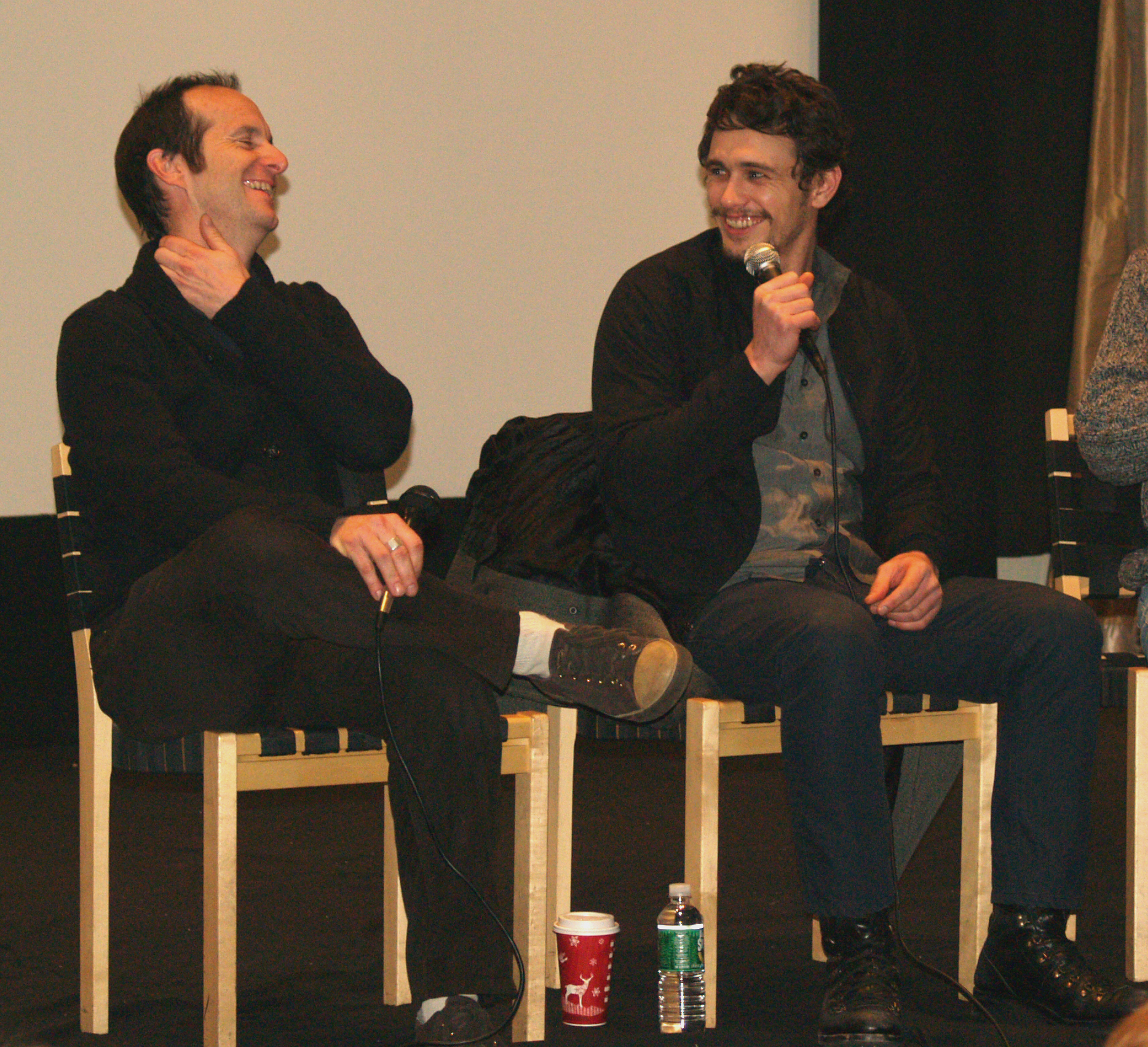
Les acteurs Denis O'Hare et James Franco, en décembre 2008.

- Sean Penn (V. F. : Emmanuel Karsen ; V. Q. : Sébastien Dhavernas) : Harvey Milk
- Josh Brolin (V. F. : Fabien Orcier ; V. Q. : Gilbert Lachance) : Dan White, le superviseur rival
- James Franco (V. F. : Laurent Delvert ; V. Q. : Martin Watier) : Scott Smith
- Emile Hirsch (V. F. : Benjamin Jungers ; V. Q. : Philippe Martin) : Cleve Jones
- Diego Luna (V. F. : Victor Costa ; V. Q. : Renaud Paradis) : Jack Lira
- Denis O'Hare (V. F. : Régis Lang ; V. Q. : François Trudel) : le sénateur John Briggs
- Brandon Boyce (V. F. : Dimitri Rataud ; V. Q. : Jean-François Beaupré) : Jim Rivaldo
- Douglas Smith : Paul Hogarth
- Alison Pill (V. Q. : Stéfanie Dolan) : Anne Kronenberg (en)
- Victor Garber (VF : Jean-Luc Kayser ; VQ : Mario Desmarais) : le maire George Moscone
- Kelvin Yu : Michael Wong
- Lucas Grabeel : Danny Nicoletta
- Howard Rosenman (en) (VQ : Vincent Davy) : David Goodstein
- Eric Stoltz : Tom Ammiano
- Stephen Spinella (VQ : Alain Fournier) : Rick Stokes
- Joseph Cross (V. Q. : Nicholas Savard L'Herbier) : Dick Pabich
- Jeff Koons : Art Agnos
- Ted Jan Roberts : Dennis Peron
- Carol Ruth Silver : Thelma
- Hope Goblirsch : Mary Ann White
- Steven Wiig (VQ : Louis-Philippe Dandenault) : McConnelly
- Ashlee Temple : Dianne Feinstein
- Wendy Tremont King : Carol Ruth Silver
- Kelvin Han Yee : Gordon Lau
- Robert Chimento : Phil Burton
- Ginabel Machado : Lily
- Boyd Holbrook : Denton Smith
- Frank Robinson : lui-même
- Allan Baird : lui-même

Sources et légendes : Version française (V. F.) sur AlloDoublage et sur RS Doublage ; Version québécoise (V. Q.) sur Doublage Québec.

## Production

### Développement et genèse
Même si Bryan Singer avait travaillé aussi, séparément, sur la vie de Harvey Milk (et avait pris du retard),[réf. nécessaire] ce film est un très vieux projet de Gus Van Sant. Il commence à y travailler dans la première moitié des années 1990, après l'échec commercial et critique d'Even Cowgirls Get the Blues. Il développe le projet pour la Warner Bros. en collaboration avec Oliver Stone sur un scénario adapté de la biographie The Mayor of Castro de Randy Shilts publié en 1982. C'est alors Robin Williams, particulièrement « bankable » après son rôle dans le grand succès commercial Madame Doubtfire qui doit tenir le rôle-titre. Mais après plusieurs mois de travail, Van Sant n'arrive pas à se mettre d'accord sur un scénario avec Oliver Stone et la production, et, abandonne le projet pour plusieurs années.
Le scénario est signé par le jeune Dustin Lance Black avec qui Gus Van Sant travaillera à nouveau sur une adaptation du roman de Tom Wolfe Acid Test. Au sujet de Milk, il déclare lors d'un entretien : « Je dirais que c'est le premier film hollywoodien grand public où le personnage est gay sans s'excuser de l'être. C'est peut-être le premier film sur les droits des gays. »

### Attribution des rôles
Le rôle est proposé à Sean Penn en 1998[réf. nécessaire].

### Musique
Albums de Danny Elfman
Hellboy II: The Golden Army
(2008) Notorious
(2009)
La musique est de Danny Elfman qui, connu aussi pour avoir travaillé avec Tim Burton, a déjà signé pour les films de Gus Van Sant dont Prête à tout (To Die For, 1995) et Will Hunting (Good Will Hunting, 1997).
Titres originaux
1. Queen Bitch, David Bowie — 3:14
2. Everyday People, Sly and The Family Stone — 2:21
3. Rock The Boat, Hues Corporation — 3:19
4. You Make Me Feel (So Real), Sylvester — 6:35
5. Hello, Hello, Sopwith Camel — 2:24
6. Well Tempered Clavier, The Swingle Singers — 2:42
7. Harvey's Theme — 1:11
8. Main Titles — 3:05
9. Harvey's Will — 1:40
10. The Castro — 0:59
11. The Kiss — 0:45
12. Politicals Theater — 3:15
13. New Hope — 1:45
14. Harvey Wins — 0:31
15. Proposition 6 — 1:25
16. Repealed Rights — 1:03
17. Gay Rights Now — 2:20
18. Dog Poo — 0:25
19. Vote Passing — 0:53
20. Brigg Pushing — 0:44
21. The Donuts — 2:48
22. Weepy Donuts — 0:52
23. Harvey's Last Day — 3:11
24. Give 'em Hope — 4:41
25. Postscript — 2:03
26. Harvey's Theme — 1:50
27. Anita's Theme [Unspecified Bonus Track] — 0:52
28. Main Titles (reprise) — 2:32

## Accueil

### Sorties
Harvey Milk est sorti en avant-première mondiale, le 28 octobre 2008, à San Francisco aux États-Unis avant Beverly Hills qui a lieu le 13 novembre 2008, puis le 26 novembre 2008 dans les états, la veille du trentième anniversaire de l'assassinat du maire George Moscone et de Harvey Milk.
Quant à la Belgique, il sort le 25 février 2009 et la France, le 4 mars 2009.

#### Interdit aux Samoa
Fin mars 2009, le Comité de Censure des Samoa interdit la diffusion du film dans le pays, sans immédiatement expliquer sa décision. Ken Moala, militant des droits de l'homme, commente alors :
« Je ne pense pas qu’il devrait être interdit. C’est essentiellement un documentaire sur la tentative humaine de surmonter quelque chose où il y a tendance à avoir de la discrimination. [Le film] ne fait vraiment aucun mal ; je ne vois pas en quoi cela affecterait le mode de vie samoan. »
Le 17 avril, le Pacific Freedom Forum publie un communiqué de presse à ce sujet :
« Les Samoa sont le seul pays au monde où les censeurs aient spécifiquement interdit la diffusion de ce film, qui a remporté de nombreuses récompenses. Ce qui signifie que les gens à Samoa ne verront que la version pirate, ou des copies achetées à l’étranger et introduites illégalement dans le pays. »
Le président du Forum, le Papou-Néo-Guinéen Susuve Laumaea, appela les censeurs samoans à expliquer leur décision. La coprésidente, Monica Miller, des Samoa américaines, remarqua : « [L]es observateurs ne peuvent que s’interroger sur les critères de la censure dans un pays où les fa'afafine ont un rôle bien établi et respecté. » Les Fa'afafine sont des hommes sur le plan biologique, élevés selon des normes de comportement perçus comme féminins, faisant d'eux un « troisième sexe » bien accepté dans la société samoane. L'Association des Fa'afafine, pour sa part, critiqua la décision des censeurs, la décrivant comme un « rejet[…] de l’idée de l’homosexualité »
Le 30 avril, Leiataua Niuapu, Principal Censeur, expliqua les raisons de la censure : le film avait été jugé « contraire aux croyances chrétiennes et à la culture samoane » : « Le film lui-même tente de promouvoir les droits de l’homme des homosexuels. Certaines scènes sont tout à fait inappropriées, certaines des scènes de sexe dans le film ; c’est tout à fait contraire au mode de vie ici aux Samoa ».

### Box-office
Aux États-Unis, du 28 novembre au 8 mars 2009, le film fait un box-office de 31 111 155 de dollars, par rapport au premier week-end (1 941 472 de dollars)[réf. nécessaire].

## Distinctions

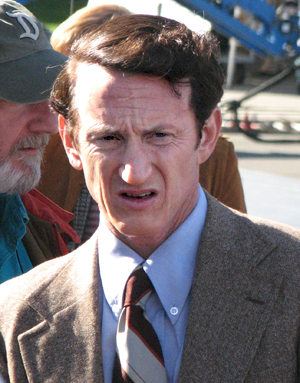
Sean Penn sur le tournage du film, en mars 2008.

### Récompenses
- Oscars 2009 :
  - Meilleur acteur pour Sean Penn
  - Meilleur scénario original pour Dustin Lance Black

### Nominations
- Oscars 2009 :
  - Meilleur film
  - Meilleur réalisateur pour Gus Van Sant
  - Meilleur acteur dans un second rôle pour Josh Brolin
  - Meilleur costume
  - Meilleur montage
  - Meilleure musique de film pour Danny Elfman

- Golden Globes 2009 : Meilleur acteur dans un film dramatique pour Sean Penn

- BAFTA Awards 2009 :
  - Meilleur acteur pour Sean Penn
  - Meilleur scénario original pour Dustin Lance Black
  - Meilleur maquillage
  - Meilleurs costumes[réf. nécessaire]

- Satellite Awards 2009 :
  - Meilleur film
  - Meilleur acteur (drame) pour Sean Penn
  - Meilleur acteur dans un second rôle pour James Franco
  - Meilleur réalisateur pour Gus Van Sant
  - Meilleur scénario original pour Dustin Lance Black
  - Meilleure bande originale pour Danny Elfman

### Documentation
- Le script du film